# Radovan Trifunović
Radovan Trifunović, né le 25 janvier 1973, à Ljubljana, en République fédérative socialiste de Yougoslavie, est un ancien joueur et entraîneur de basket-ball slovène. Il évolue durant sa carrière au poste d'ailier. 